# Štrba

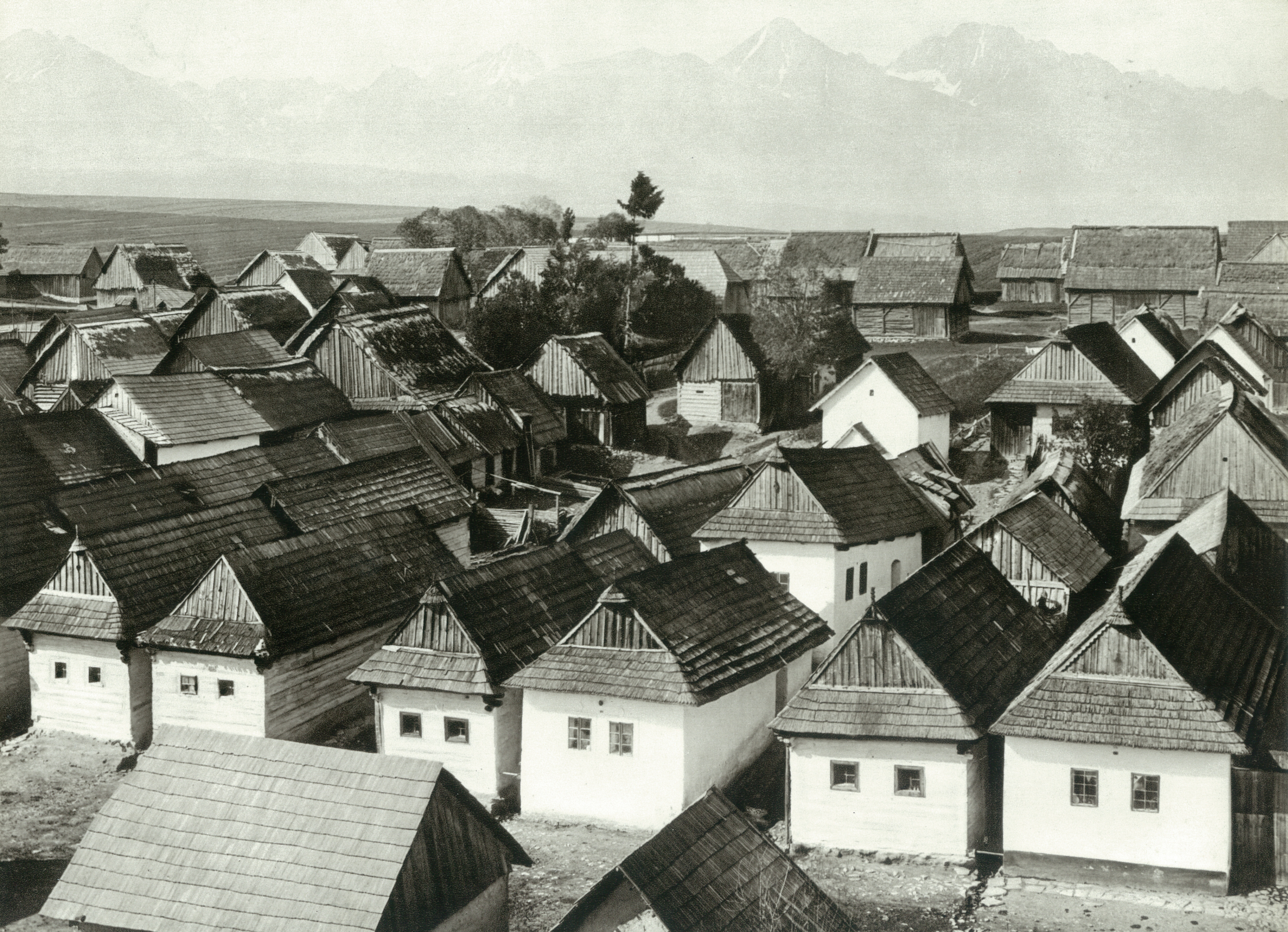
Štrba na začátku 20. století
fotografie: Pavel Socháň

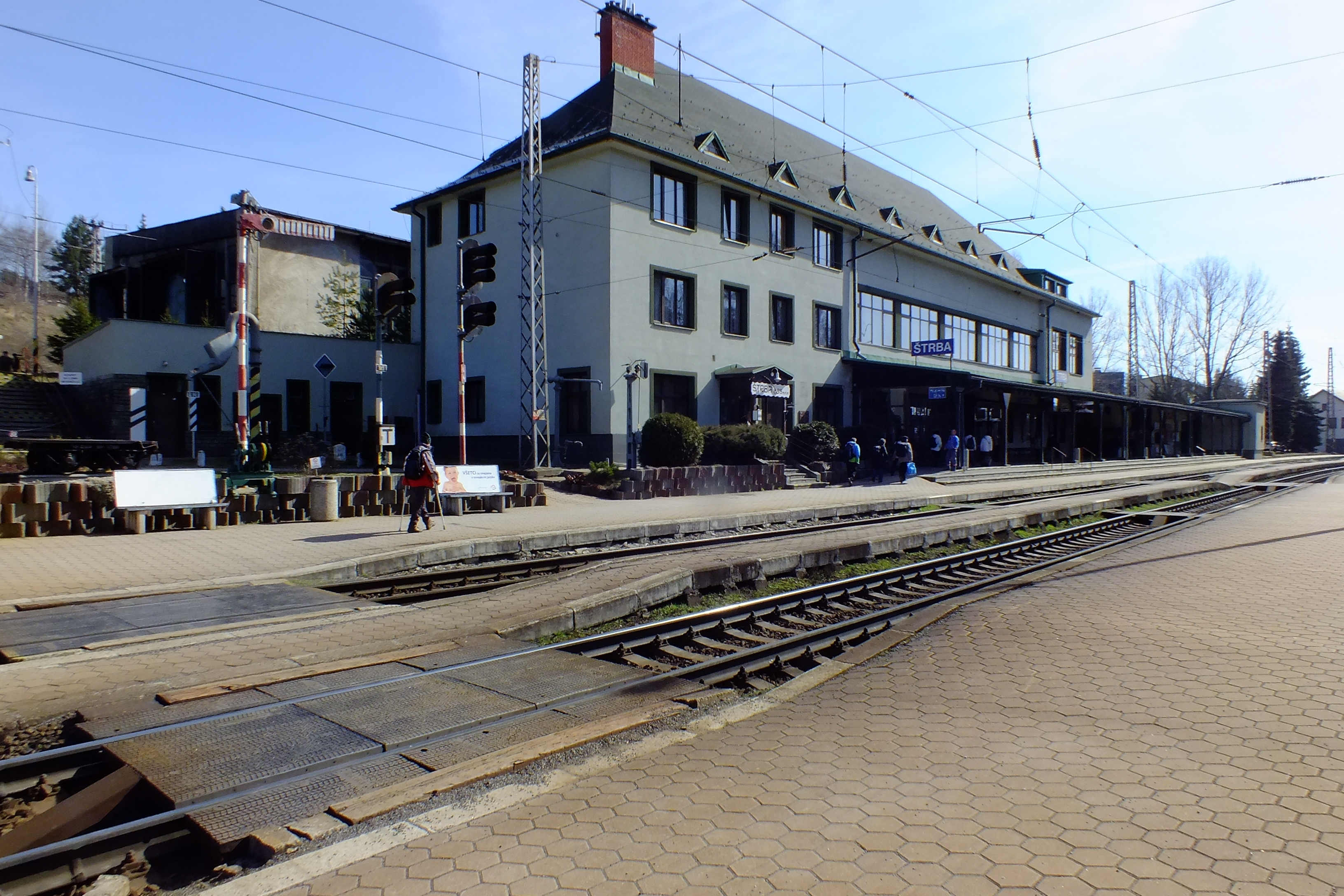
Rychlíkové nádraží v Tatranské Štrbě

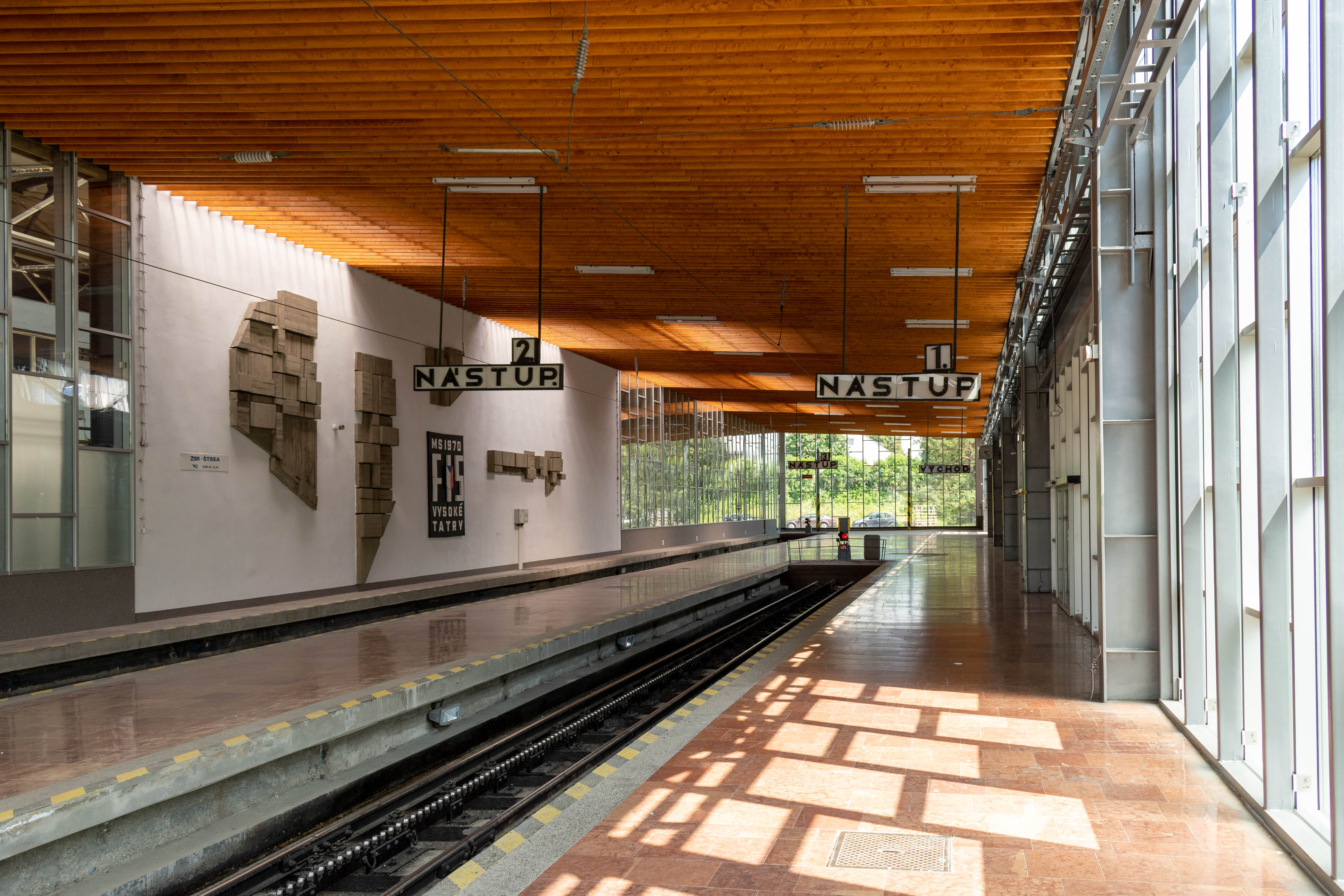
Nádraží ozubnicové železnice ve Štrbě

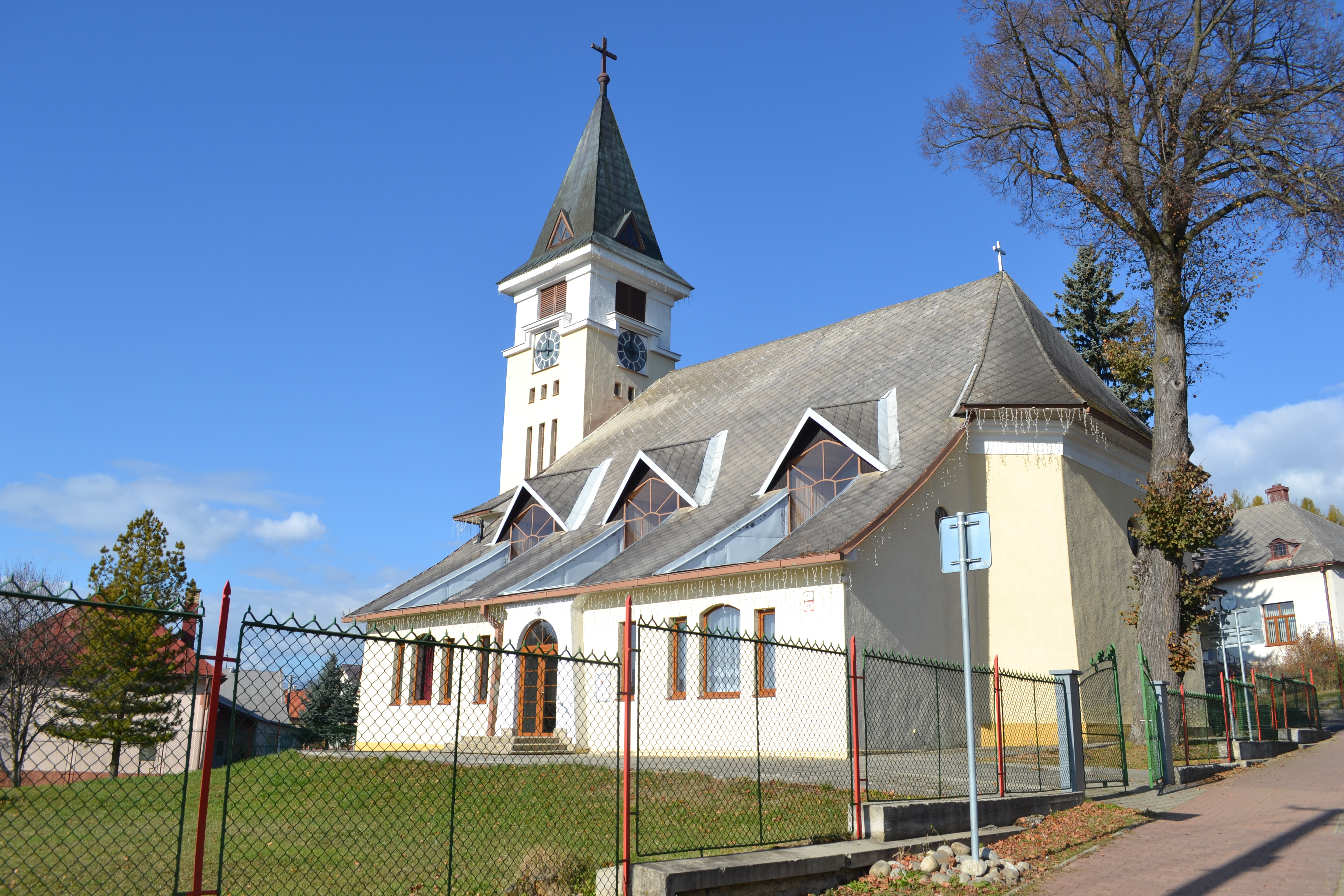
Evangelický a. v. kostel

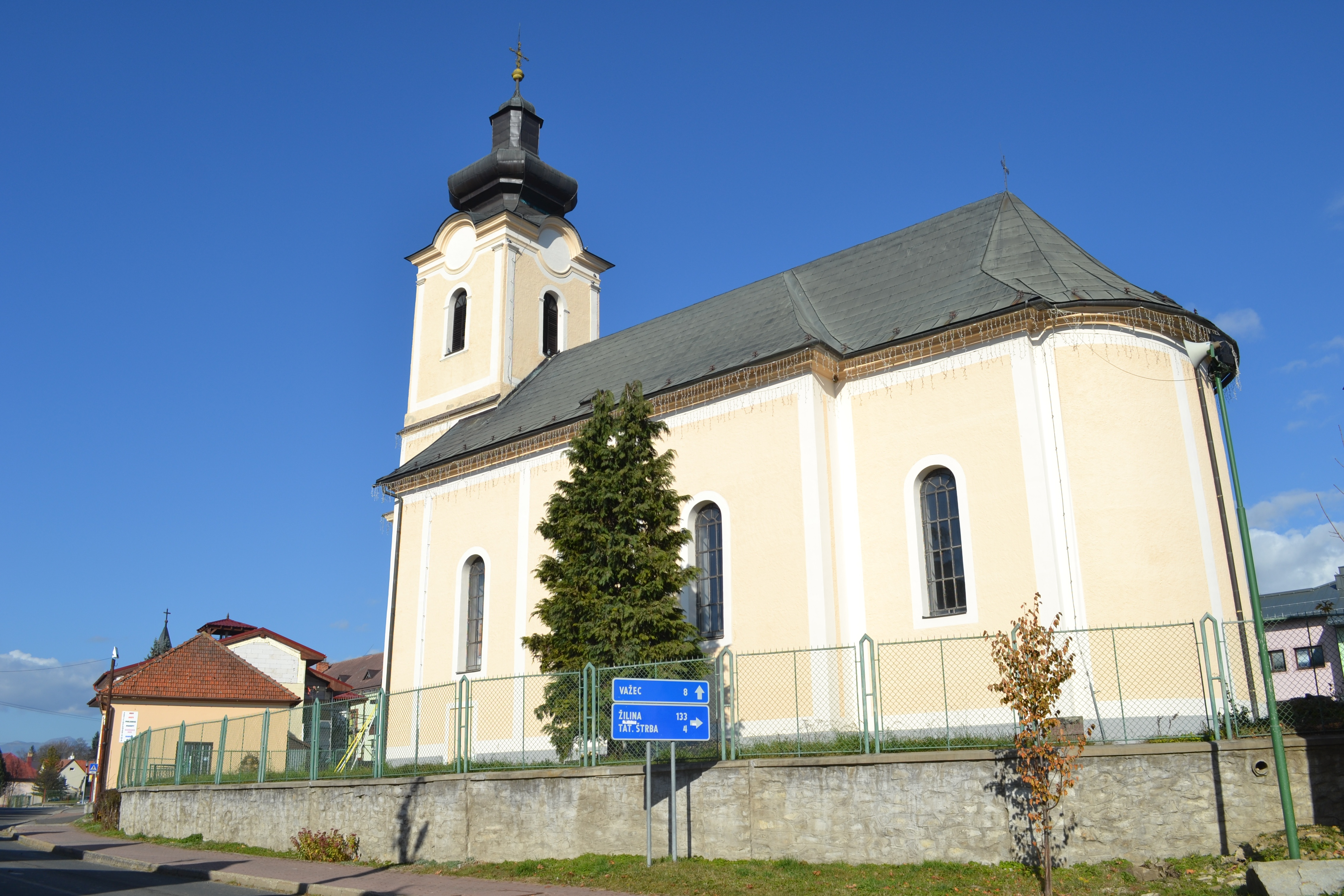
Římskokatolický kostel svatého Ondřeje

Štrba je podtatranská obec na Slovensku ve slovenském okrese Poprad, jejíž součástí je i Tatranská Štrba a Štrbské Pleso. Leží mezi Vysokými a Nízkými Tatrami. Historicky nejvýznamnější památkou této obce je impozantní evangelický a. v. kostel a římskokatolický kostel. V okolí obce na nacházejí zaniknuté středověké osady Šoldov, Hrachovisko a Hasnova. Tato obec je historicky a etnicky součástí Liptova.
Štrba je také železniční rychlíkovou stanicí, odkud vede jak silnice tak i ozubnicová železnice na sever směrem nahoru na Štrbské pleso. Několik kilometrů na východ od Štrby se nachází malé, ale významné průmyslové město Svit, dále od něj na východ pak okresní město Poprad.

## Osobnosti
- Ladislav Bodický (1895–1973), československý legionář, důstojník a účastník Slovenského národního povstání perzekvovaný komunistickým režimem